# Zuñi River
Der Zuñi River ist ein Fluss in den USA. Er ist ein Nebenfluss des Little Colorado River und hat seinen Ursprung in Cibola County, New Mexico. Er fließt durch das Zuñi-Indianerreservat, weshalb der 145 km lange Fluss nach den Zuni-Indianern benannt ist.